# Llíria (metropolitana di Valencia)
La stazione di Llíria è una stazione della linea 2 della metropolitana di Valencia inaugurata nel 1988.

## Descrizione
Si trova a sud della città di Llíria, in via Juan Izquierdo. Dispone di 2 binari per la fermata dei treni che forniscono il servizio passeggeri.
La stazione è il capolinea della linea 2.